# Olga Šilhánová
Olga Šilhánová (Vysoké nad Jizerou, 21 dicembre 1920 – Praga, 27 agosto 1986) è stata una ginnasta cecoslovacca.

## Palmarès

### Olimpiadi
- 1 medaglia:
  - 1 oro (Londra 1948 a squadre)